# Edvin Bäckman
Thor Edvin Amandus Bäckman, född 27 september 1882 i Vasa, död 28 mars 1963, var en finländsk sångare och bibliotekarie.
Bäckman var son till elementarskolföreståndaren Gustaf Adolf Bäckman och Elise Hackzell. Han tog studentexamen från Vasa svenska lyceum år 1900, blev filosofie kandidat 1906 och filosofie magister 1907. Åren 1911–1917 var han extra translator i ryska för senaten och tjänstgjorde 1917 som bibliotekarie vid Livsmedelsstyrelen och Livsmedelsministeriet. Bäckman var under hela sitt liv verksam som bibliotekarie vid ryska sektionen vid Helsingfors universitetsbibliotek. Han blev extra amanuens vid biblioteket 1902 och ständig amanuens 1906.
Bäckman var sångare i körerna Sällskapet Muntra Musikanter och Åggelbykvartetten. 1928 uppträdde Bäckman kontinuerligt vid Rundradion, stundtals sjöng han duett med tenorsångaren John Ekberg.
Åren 1909, 1913 och 1929 gjorde Bäckman 28 skivinspelningar, varav en del tillsammans med Hjalmar Frey och John Ekberg. Under inspelningarna 1929 verkade Simon Parmet som ackompanjatör. Bäckman framförde sånger på både finska och svenska.

## Skivinspelningar

### 1909
- Avsked på Flottsund (tillsammans med Hjalmar Frey)
- Voi jos ilta joutuisi
- Examenssexa på Eklundshof (tillsammans med Hjalmar Frey)
- Gluntens moster (tillsammans med Hjalmar Frey)
- Solnedgång i Eklundshofsskogen (tillsammans med Hjalmar Frey)
- Skattsökaren sjunger
- Istun järven rannalla
- Bergtagnes visa
- Vid brasan på Magisterns kammare (tillsammans med Hjalmar Frey)

### 1912
- Armaasta erotessa (tillsammans med kvartett ur Sällskapet Muntra Musikanter)
- Lemmenkukka (tillsammans med kvartett ur Sällskapet Muntra Musikanter)

### 1913
- Rukous (tillsammans med John Ekberg)
- Enkeli taivaan lausui näin (tillsammans med John Ekberg)
- Istu lainehilla
- Jumala ompi linnamme
- Sua Herra, rauhan ruhtinas
- Vuodelle nyt aljetulle virsi
- On tyyni nyt (tillsammans med John Ekberg)
- Oi kiitos sa Luojani armollinen (tillsammans med John Ekberg)
- Vaeltajan iltalaulu (tillsammans med John Ekberg)

### 1929
- Litania
- Säveltaiteelle
- Syystunnelma
- Don Juanin serenadi
- Soi vienosti murheeni soitto
- Sunnuntai